# Theodor Niemeyer
Theodor Niemeyer, född 5 februari 1857 i Bad Boll, Württemberg, död 23 oktober 1939 i Berlin, var en tysk jurist.
Niemeyer blev 1888 juris doktor och privatdocent i Halle an der Saale samt 1893 extra ordinarie och 1894 ordinarie professor i romersk rätt, senare även i internationell rätt, vid Kiels universitet, en befattning som han behöll till 1925. Han utgav "Zeitschrift für internationales Recht" (förut: "internationales Privat- und öffentliches Recht"; än tidigare: "Privat- und Strafrecht").